# SanPa - Luci e tenebre di San Patrignano
SanPa - Luci e tenebre di San Patrignano è una miniserie televisiva documentaristica originale realizzata da Netflix, prodotta e sviluppata da Gianluca Neri per la casa di produzione 42, scritta da Carlo Gabardini, Gianluca Neri e Paolo Bernardelli con la regia di Cosima Spender.
Attraverso testimonianze e immagini di repertorio, la docu-serie in 5 episodi racconta la controversa storia della comunità di recupero di San Patrignano fondata da Vincenzo Muccioli nel 1978, a Coriano, in provincia di Rimini, dalla fondazione alla morte dell'imprenditore. La docu-serie è stata realizzata attraverso 180 ore di interviste e con le immagini tratte da 51 differenti archivi per ricostruire la storia in modo fattuale e accurato.

## Episodi
| N° | Titolo   | Durata (minuti) |
| -- | -------- | --------------- |
| 1  | Nascita  | 56:00           |
| 2  | Crescita | 58:00           |
| 3  | Fama     | 61:00           |
| 4  | Declino  | 62:00           |
| 5  | Caduta   | 64:00           |

Nascita
Attraverso il racconto di solo alcuni ex ospiti della Comunità di San Patrignano, si ricostruiscono i suoi primi anni di vita, soffermandosi più volte sulla figura del suo fondatore Vincenzo Muccioli. Si presenta uno spaccato dell'Italia negli anni '70 e i suoi giovani, sempre più attirati dal consumo di eroina, per una mancanza di scopi nella vita, dato che ormai i grandi movimenti politici giovanili stavano scemando. Nell'impossibilità di essere sanati in altra maniera e socialmente ripudiati, i giovani che nessuno voleva si riversano nelle colline riminesi nella tenuta offerta gratuitamente dalla famiglia Muccioli.
L'opinione pubblica si spacca più volte ai margini dei cancelli di San Patrignano, ma Vincenzo riesce a cambiare l'opinione di un intero paese.
Crescita
Nonostante le gravi accuse che pendono su Muccioli, l'opinione pubblica lo sostiene, così come molti di coloro che sono colpiti dall'incubo dell'eroina.
Fama
Mentre la fama e il potere di Muccioli aumentano, anche San Patrignano si espande al di là del suo diretto controllo. La comunità deve far fronte all'epidemia di AIDS.
Declino
Alla morte di Natalia Berla segue un'altra perdita e infine emerge un atto di spietata crudeltà. Più tardi Walter Delogu, l'autista di Muccioli, lancia un'accusa schiacciante.
Caduta
I processi per l'omicidio di Roberto Maranzano giungono a conclusione. Stremato, Muccioli vede la sua salute aggravarsi drasticamente.

## Accoglienza

### Critica

#### Critica italiana
La prima docuserie italiana di Netflix è stata accolta con il pressoché unanime parere favorevole della critica. 
Il critico televisivo Antonio Dipollina ha salutato così la docuserie al suo esordio su La Repubblica: “Tre anni di lavoro e si vedono tutti, nella maniacalità usata nell’aggiungere pezzi, parole, brani di interviste, senza risparmio, dettagli, momenti privati in Super8, archivi setacciati […] La cronologia del racconto inchioda alla visione e ha i suoi momenti superiori. Dalle prime indagini all’oscurità da incubo del locale macelleria, al culmine con l’omicidio Roberto Maranzano.”
Gianmaria Tammaro ha scritto su La Stampa: "Siamo dalle parti di “The Jinx”, con una registrazione che sembra inchiodare il protagonista, e di “Wild Wild Country”, con una messa in scena spettacolare. “SanPa” è la serie migliore, tra quelle prodotte fino ad oggi in Italia, di Netflix. Perché è la sintesi – non perfetta, non infallibile, ma curata in ogni dettaglio – di un modo di raccontare la cronaca che in questo paese ha sempre avuto successo e che qui viene portato a un altro livello." Luca Sofri ha scritto su Il Post: "Costringe chi guarda a pensare che la qualità umana delle persone non è sempre sincronizzata con la qualità del loro far del bene per gli altri, e che ci sono sempre cose che non sappiamo nel nostro quotidiano giudicare.” Lo scrittore Giacomo Papi ha scritto su Il Foglio: “L'aspetto più straordinario di "SanPa", però, è che il racconto non si sviluppa come avviene nell'epica dividendo buoni e cattivi, ma sempre in bilico sull'abisso che separa (o tiene insieme) il bene e il male.”
Valentina Caiani ha scritto su GQ: “Sanpa ha le carte per farsi capire e apprezzare ovunque sia presentata.” Lo scrittore Christian Raimo ha scritto:“Un lavoro di scrittura, montaggio, regia incredibile, concentrato su un corpaccione di 170 chili che alla fine si mangia tutto. Una storia sul potere taumaturgico della rappresentazione e su cosa accade quando quel potere finisce.” Marianna Tognini ha scritto su RollingStone: “Mai in Italia era stato pensato, scritto e confezionato un documentario con simili ambizioni, che ricorda grandi titoli come Going Clear – Scientology e la prigione della fede (HBO) o Wild Wild Country (Netflix) e che – nonostante tema e personaggi possano rivelarsi una trappola – riesce a scardinarsi elegantemente dalla questione morale, lasciando nelle mani del pubblico la scelta più difficile.” Mattia Feltri ha scritto su Huffington Post: “Il bello di Sanpa sta forse tutto lì, nella sua necessaria incompiutezza, nella sua incapacità di dare risposte alle domande eterne che l’enormità della storia di San Patrignano sollevò allora e solleva oggi, a meno che non siano risposte chiassose e indisponibili al dubbio.”
Lo scrittore Enrico Deaglio ha scritto su Domani: “Non è un giallo, non è solo una ricostruzione storica: la serie di Netflix è piuttosto una saga dell'uomo solo, che si illude solo brevemente di poter sfuggire al Fato: un vecchio tema, un classico. Per questo le puntate hanno i titoli da grande tragedia: Nascita, Crescita, Fama, Declino e Caduta. Per questo il volto del protagonista impercettibilmente cambia, prevede, intuisce quale sarà la sua fine.”
Il critico cinematografico Marco Giusti ha scritto su Dagospia “ “SanPa” non solo è meglio di “Bridgerton”, ma anche di qualsiasi commedia e film italiano visto ultimamente, perché racconta chiaramente una storia italianissima oscura che coinvolge nel bene e nel male davvero tante persone, e molte finite proprio male.” Antonio Padellaro ha scritto su il Fatto Quotidiano: “Dobbiamo dire grazie agli autori delle cinque puntate su San Patrignano perché con un eccellente lavoro giornalistico (da premio Pulitzer) ci hanno raccontato una vicenda di straordinario impatto storico, sociale ed emotivo.”
Il critico televisivo Aldo Grasso ha scritto su Corriere della Sera “La docu-serie «SanPa: luci e tenebre di San Patrignano» è una grandiosa occasione per riflettere su una storia che ha segnato un'epoca del nostro Paese. […] È una narrazione di confine, a ricordarci che spesso la realtà dei guru è una creazione dei loro eccessi.“ Paolo Armelli ha scritto su Wired: “Ne esce un racconto che, pur fornendo un’immagine chiara di come sono andate le vicende, lascia grande spazio all’opinione dello spettatore, generando una spontanea ambiguità rispetto a schieramenti o tifoserie ben precisi.”
Clara Mazzoleni ha scritto su Rivista Studio: “Guardare SanPa, allora, potrebbe funzionare come un rito collettivo, un rito catartico per liberarsi della presenza ingombrante di Vincenzo Muccioli, una volta per tutte, e ripartire da qui. Perché lui non c’è più, ma i drogati e le loro famiglie continuano a esistere, e hanno bisogno di alternative migliori.”

## Premi

### Nastro d’argento 2021 documentari, premio speciale
Il 10 marzo 2021, a nome del  Sngci – Sindacato Nazionale Giornalisti e Critici Cinematografici, la Presidente Laura Delli Colli comunica che il Direttivo Nazionale  ha deciso di assegnare un Premio Speciale dei Nastri d'argento 2021 al documentario a SanPa - Luci e tenebre di San Patrignano, spiegando che “è una scelta  insolita, fuori selezione, in quanto il regolamento dei Nastri prevede ad oggi che i premi siano assegnati esclusivamente a Film, non alla serialità, e l’uscita in sala è stata fino ad oggi un elemento prioritario. Occupandoci però con attenzione di ‘cinema del reale’ abbiamo deciso di superare il tema del ‘formato’ perché non avremmo potuto dimenticare nel nostro palmarès un’inchiesta approfondita e documentata come quella a cui abbiamo assistito”. La motivazione ufficiale del premio è stata la seguente: “Nelle luci e nelle tenebre di San Patrignano, raccontate sulla base di una documentazione accurata e ormai consegnata alla Storia, c’è il senso e la sostanza di una vicenda controversa che ha comunque segnato un passaggio epocale nella storia di un tempo già lontano di cui ancora sono aperte molte ferite. La rilettura di un’esperienza unica, amata e odiata, contestata e al tempo stesso preziosa per la vita e il recupero di centinaia di ragazze e ragazzi riaccende un riflettore sulla generazione spezzata che SanPa racconta e sulla cronaca di quegli anni difficili”.

## Controversie
Il documentario è stato criticato duramente dalla comunità di San Patrignano. La comunità si è dissociata con un comunicato stampa definendo tendenziosa e parziale la docuserie.
Critico anche il figlio di Muccioli, Andrea: "non è un documentario, ma una fiction. Cerca l’effetto ‘pulp’ creando più ombre possibili intorno alla figura del protagonista. Ci riesce benissimo, ma ne falsifica la storia e il pensiero".
L'autore Carlo Gabardini ha dichiarato al Corriere della Sera: "Mi addolora il giudizio dato dalla comunità, ma non mi sarei aspettato certo non ci fossero obiezioni. Se San Patrignano ci avesse riempito di lodi dicendoci "Grazie, avete realizzato uno splendido spot per le nostre convention", sarei stato molto preoccupato. La nostra idea era, appunto, realizzare un prodotto documentaristico, raccontando la storia nella sua complessità, non compiacere una delle mille parti in causa che saranno sempre scontente. Quella che abbiamo voluto proporre è una storia più grande. Una storia che aveva bisogno di essere raccontata, ed era doveroso riportare anche nei confronti di quanti ne sono stati protagonisti."